# Focke-Wulf Ta 152
Die Focke-Wulf Ta 152 (Suggestivname: Würger, ebenso wie ihr Vorgänger Fw 190 D) war ein deutsches Jagdflugzeug aus der Zeit des Zweiten Weltkrieges. Von allen deutschen einmotorigen Propellerflugzeugen, die zu Kampfeinsätzen kamen, erreichte es mit 718 km/h auf 10700 m die höchste Geschwindigkeit. Aufgrund der geringen Stückzahl und der späten Verfügbarkeit hatte dieser Flugzeugtyp keinen nennenswerten Einfluss mehr auf die Luftlage im damaligen Reichsgebiet.

## Entwicklung
Die Ta 152 war eine Weiterentwicklung der mit einem V-Motor ausgerüsteten Fw 190 D. Das Herstellerkürzel „Ta“ stand für den Chefkonstrukteur Kurt Tank bei Focke-Wulf. Verschiedene Varianten wurden entwickelt, unter anderem eine Zerstörervariante Ta 152 C-3 und ein Höhenjäger Ta 152 H. Die H-Variante hatte gestreckte Tragflächen, eine Wasser-Methanol-Einspritzung (MW-50) und Lachgaseinspritzung über der Volldruckhöhe (GM-1) für eine kurzzeitige Leistungserhöhung. Mit einer Geschwindigkeit von bis zu 752 km/h gehörte die Ta 152 zu den schnellsten Propellerflugzeugen des Zweiten Weltkrieges. 
Es ist schwierig, die Zahl der gefertigten Flugzeuge zu ermitteln. Nachweisbar sind folgende Zahlen: Die Luftwaffe erhielt von Dezember 1944 bis Februar 1945 insgesamt 39 Ta 152, im März 1945 keine. 32 Exemplare gingen in die Erprobung, lediglich sieben an die Luftflotte Reich. Die Firma ATG baute bis Januar 1945 insgesamt 37 Ta 152 H-0. Focke-Wulf lieferte im Januar 1945 20 Stück.

## Einsatz
Die späte Verfügbarkeit dieses Flugzeugtyps in der Endphase des Zweiten Weltkriegs sowie die geringe Zahl von Flugzeugen, die letztlich bei den Einsatzverbänden ankamen, führte dazu, dass nur wenige Kampfeinsätze geflogen wurden und dementsprechend kaum Einsatzbeurteilungen existieren. Die I. und die III. Gruppe des Jagdgeschwaders 301, die im Januar/Februar 1945 in Finsterwalde und Alteno lagen, verfügten über einige Exemplare des Höhenjägers.
Wegen technischer Defekte und Mangel an Ersatzteilen kamen eine große Anzahl der Flugzeuge wenig bis gar nicht zum Einsatz. Einige gingen durch Motorbrand verloren. Die Luftwaffe musste schließlich alle Höhenjäger Ta 152 H vom Kampfeinsatz ausschließen. Am 30. April 1945 waren nur noch zwei Ta 152C-1 einsatzbereit.
Die Ta-152 hatte bis zum Ende des Krieges vermutlich nur sieben Abschüsse und vier Verluste im Luftkampf. Vier Siege erzielte Josef Keil vom 1. März 1945 bis zum 21. April 1945. Mindestens drei Siege erzielte Willi Reschke als Angehöriger des Jagdgeschwaders 301.

## Technische Daten

Dreiseitenriss der Ta 152 H

| Kenngröße             | Daten Ta 152 C-1 | Daten Ta 152 H-1                                                                                                |
| --------------------- | --- | --- |
| Einsatzzweck          | Jagdflugzeug / Jagdbomber | Höhenjagdflugzeug                                                                                               |
| Besatzung             | ein Pilot | ein Pilot |
| Länge                 | 10,80 m | 10,82 m |
| Spannweite            | 11,00 m | 14,82 m |
| Höhe                  | 3,38 m | 3,36 m |
| Flügelfläche          | 19,50 m² | 23,50 m² |
| Flügelstreckung       | 6,2 | 9,3 |
| Leermasse             | | 3920 kg |
| Rüstmasse             | 4014 kg | |
| Startmasse            | 5320 kg | maximal 5215 kg                                                                                                 |
| Antrieb               | ein hängender V-12-Motor Daimler-Benz DB 603L/LA, 2.000 PS (ca. 1.470 kW), zweistufiger Höhenlader und Ringkühler                                                       | ein flüssigkeitsgekühlter V-12-Motor Jumo 213 E-1, 1750 PS (2050 PS mit MW-50, 2150 PS mit GM-1) Startleistung  |
| Höchstgeschwindigkeit | mit MW-50-Anlage: 736 km/h in 10.000 m Höhe mit Kampfleistung: 702 km/h in 9500 m Höhe                                                                                  | 730 km/h in 9500 m Höhe (ohne MW-50/GM-1)                                                                       |
| Marschgeschwindigkeit | 550 km/h in 8400 m Höhe | 500 km/h |
| Steigleistung         | 10.000 m in 13,3 min (mit MW-50) | 1050 m/min |
| Dienstgipfelhöhe      | 12.300 m | 14.800 m |
| Reichweite            | 1140 km | 1200 km |
| Bewaffnung            | eine 30-mm-Maschinenkanone MK 108 mit 90 Schuss, vier 20-mm-Maschinenkanonen MG 151/20 mit 2 × 150 und 2 × 175 Schuss, 500-kg-Bombe als Außenlast oder 300-l-Zusatztank | eine 30-mm-Maschinenkanone MK 108 mit 60–90 Schuss, zwei 20-mm-Maschinenkanonen MG 151/20 mit je 150–175 Schuss |

## Erhaltene Flugzeuge
Soweit bekannt, gibt es lediglich ein Exemplar, das den Krieg überstanden hat. Es befindet sich im National Air and Space Museum in Washington D.C. Das Flugzeug war 1945 auf dem Geleitträger Reaper zusammen mit einigen weiteren deutschen Flugzeugen in die USA gebracht worden.